# East Region
De East Region van Singapore is een van de vijf regio's in de stadstaat.

## Wijken in de East Region
De East Region bestaat uit de zes wijken:
- Bedok
- Changi
- Changi Bay
- Paya Lebar
- Pasir Ris
- Tampines